# كرايغ كليف
كرايغ كليف (بالإنجليزية: Craig Cliff)‏ (1983، بالميرستون نورث في نيوزيلندا)؛ روائي نيوزيلندي.